# 불후의 재발견
《불후의 재발견》는 대한민국의 KBS 2TV에 방송된 예능 프로그램이다. 4부작 파일럿 편성했으나, 이후 정규 편성의 불발되었다.

## 기획 의도
불후의 명곡을 통해 재발견된 가수들의 음악 이야기와 비하인드 스토리 등을 담은 프로그램

## 시청률
- AGB 닐슨 미디어리서치

| 회차 | 방송 일자       | 전국 시청률(증감치) |
| ---- | --------------- | ------------------- |
| 1회  | 2015년 5월 7일  | 2.5%                |
| 2회  | 2015년 5월 14일 | 2.5%                |
| 3회  | 2015년 5월 21일 | 2.1%                |
| 4회  | 2015년 5월 28일 | 2.2%                |